# Nipponomyia szechwanensis
Nipponomyia szechwanensis là một loài ruồi trong họ Pediciidae. Chúng phân bố ở vùng sinh thái Palearctic.